# Sympiesis vagans
Sympiesis vagans är en stekelart som först beskrevs av Timberlake 1926.  Sympiesis vagans ingår i släktet Sympiesis och familjen finglanssteklar. Inga underarter finns listade i Catalogue of Life.